# Morten Meldal
Morten Peter Meldal (Kopenhagen, 16 januari 1954) is een Deense scheikundige en Nobelprijswinnaar. Hij is hoogleraar scheikunde aan de Universiteit van Kopenhagen. Hij is vooral bekend van de ontwikkeling van de CuAAC-klikreactie, gelijktijdig met maar onafhankelijk van Valery Fokin en Karl Barry Sharpless.

## Biografie
Meldal ontving zowel zijn bachelor als zijn promotie in de chemische technologie aan de Danmarks Tekniske Universitet (DTU); zijn promotie werd begeleid door Klaus Bock en was gericht op de synthetische chemie van koolhydraten. Van 1983 tot 1988 was hij een postdoctoraal onderzoeker in de organische chemie, eerst aan de DTU, vervolgens aan het Laboratorium voor Moleculaire Biologie aan de Universiteit van Cambridge en vervolgens aan de Universiteit van Kopenhagen. In 1996 werd hij benoemd tot universitair docent aan de DTU. Sinds 1998 leidt hij de synthesegroep in de afdeling Chemie van het Carlsberg-laboratorium.
Meldal ontwikkelde aan het begin van zijn carrière verschillende technologische technieken en instrumenten voor peptidesynthese. Hij ontwikkelde de meerkolomssynthese die wordt gebruikt in peptide- en organische synthese-instrumentatie, evenals voor het samenstellen van grote split-mixbibliotheken. Hij presenteerde voor het eerst de cycloadditie van acetylenen en aziden die worden gebruikt in peptide- en eiwitconjugaties, in polymeren en in materiaalwetenschappen. De groep van Meldal heeft vervolgens aangetoond dat deze reactie orthogonaal is ten opzichte van de meeste functionele groepchemicaliën.
Meer recentelijk heeft Meldal een optische coderingstechniek ontwikkeld en heeft het zich gericht op de fusie van organische chemie en peptidechemie op een vaste drager. Hij heeft een reeks nieuwe methoden bedacht voor het genereren van N-acyliminiumionen waarin combinatorische bibliotheken van deze verbindingen worden gegenereerd en gescreend op stoffen met activiteit ten opzichte van G-proteïnegekoppelde receptoren in celgebaseerde on-bead screening.
In 2019 was Meldal medeoprichter van het bedrijf Betamab Therapeutics ApS, gebaseerd op het concept van bètalichamen, dat wil zeggen peptide bootst antilichamen na. Het bedrijf sloot in 2021.
1901: Van 't Hoff ·
1902: E. Fischer ·
1903: Arrhenius ·
1904: Ramsay ·
1905: Baeyer ·
1906: Moissan ·
1907: Buchner ·
1908: Rutherford ·
1909: Ostwald ·
1910: Wallach ·
1911: Curie ·
1912: Grignard, Sabatier ·
1913: Werner ·
1914: Richards ·
1915: Willstätter ·
1918: Haber ·
1920: Nernst ·
1921: Soddy ·
1922: Aston ·
1923: Pregl ·
1925: Zsigmondy ·
1926: Svedberg ·
1927: Wieland ·
1928: Windaus ·
1929: Harden, Euler-Chelpin ·
1930: H. Fischer · 
1931: Bosch, Bergius ·
1932: Langmuir ·
1934: Urey ·
1935: F. Joliot-Curie, I. Joliot-Curie ·
1936: Debye ·
1937: Haworth, Karrer ·
1938: Kuhn ·
1939: Butenandt, Ružička ·
1943: Hevesy · 
1944: Hahn ·
1945: Virtanen ·
1946: Sumner, Northrop, Stanley ·
1947: Robinson · 
1948: Tiselius · 
1949: Giauque ·
1950: Diels, Alder ·
1951: McMillan, Seaborg ·
1952: Martin, Synge ·
1953: Staudinger ·
1954: Pauling ·
1955: Vigneaud ·
1956: Hinshelwood, Semjonov ·
1957: Todd ·
1958: Sanger ·
1959: Heyrovský ·
1960: Libby ·
1961: Calvin ·
1962: Perutz, Kendrew ·
1963: Ziegler, Natta ·
1964: Hodgkin ·
1965: Woodward ·
1966: Mulliken ·
1967: Eigen, Norrish, Porter ·
1968: Onsager ·
1969: Barton, Hassel ·
1970: Leloir ·
1971: Herzberg ·
1972: Anfinsen, Moore, Stein · 
1973: E.O. Fischer, Wilkinson · 
1974: Flory ·
1975: Cornforth, Prelog ·
1976: Lipscomb ·
1977: Prigogine · 
1978: Mitchell ·
1979: Brown, Wittig ·
1980: Berg, Gilbert, Sanger ·
1981: Fukui, Hoffmann ·
1982: Klug ·
1983: Taube ·
1984: Merrifield ·
1985: Hauptman, Karle ·
1986: Herschbach, Lee, Polanyi ·
1987: Cram, Lehn, Pedersen ·
1988: Deisenhofer, Huber, Michel ·
1989: Altman, Cech ·
1990: Corey ·
1991: Ernst ·
1992: Marcus ·
1993: Mullis, Smith ·
1994: Olah ·
1995: Crutzen, Molina, Rowland ·
1996: Curl, Kroto, Smalley ·
1997: Boyer, Walker, Skou ·
1998: Kohn, Pople ·
1999: Zewail ·
2000: Heeger, MacDiarmid, Shirakawa ·
2001: Knowles, Noyori, Sharpless ·
2002: Fenn, Tanaka, Wüthrich ·
2003: Agre, MacKinnon ·
2004: Ciechanover, Hershko, Rose ·
2005: Grubbs, Schrock, Chauvin ·
2006: Kornberg ·
2007: Ertl ·
2008: Shimomura, Chalfie, Tsien ·
2009: Steitz, Yonath, Ramakrishnan ·
2010: Heck, Negishi, Suzuki ·
2011: Shechtman ·
2012: Kobilka, Lefkowitz ·
2013: Karplus, Levitt, Warshel ·
2014: Betzig, Hell, Moerner ·
2015: Lindahl, Modrich, Sancar ·
2016: Sauvage, Stoddart, Feringa ·
2017: Dubochet, Frank, Henderson · 
2018: Arnold, Winter, Smith ·   
2019: Goodenough, Whittingham, Yoshino ·
2020: Charpentier, Doudna ·
2021: List, MacMillan ·
2022: Bertozzi, Meldal, Sharpless ·
2023: Bawendi, Brus, Jekimov ·
2024: Baker, Hassabis, Jumper